# Polystichum paradeltodon
Polystichum paradeltodon är en träjonväxtart som beskrevs av L.L.Xiang. Polystichum paradeltodon ingår i släktet Polystichum och familjen Dryopteridaceae. Inga underarter finns listade.